# 布雷澤氏魮
布雷澤氏魮（学名：Barbus brazzai）為輻鰭魚綱鯉形目鯉科的其中一個種。分布於非洲奧克維河、Sanga河與伊溫多河流域，本魚體背部銀色，腹部白色，魚鰭橘色，背鰭軟條10至12枚；臀鰭軟條8枚，體長可達11.9公分，可做為食用魚。

## 扩展阅读
維基物種上的相關：布雷澤氏魮